# Ledská
Ledská (německy Groß Ledetz) je severní část obce Hřibiny-Ledská v okrese Rychnov nad Kněžnou. V roce 2009 zde bylo evidováno 86 adres. V roce 2001 zde trvale žilo 174 obyvatel.
Ledská leží v katastrálním území Velká Ledská o rozloze 3,76 km2.
Ledská sestává z části Velká Ledská, která leží asi 1 km severoseverovýchodně od Hřibin, a z části Malá Ledská, která leží asi půl kilometru východně od Hřibin a asi 1 km jižně od Velké Ledské. Obě části mají společnou řadu čísel popisných.

## Historie
První písemná zmínka o obci pochází z roku 1442.

## Pamětihodnosti
- Vodní mlýn (čp. 56)

## Galerie

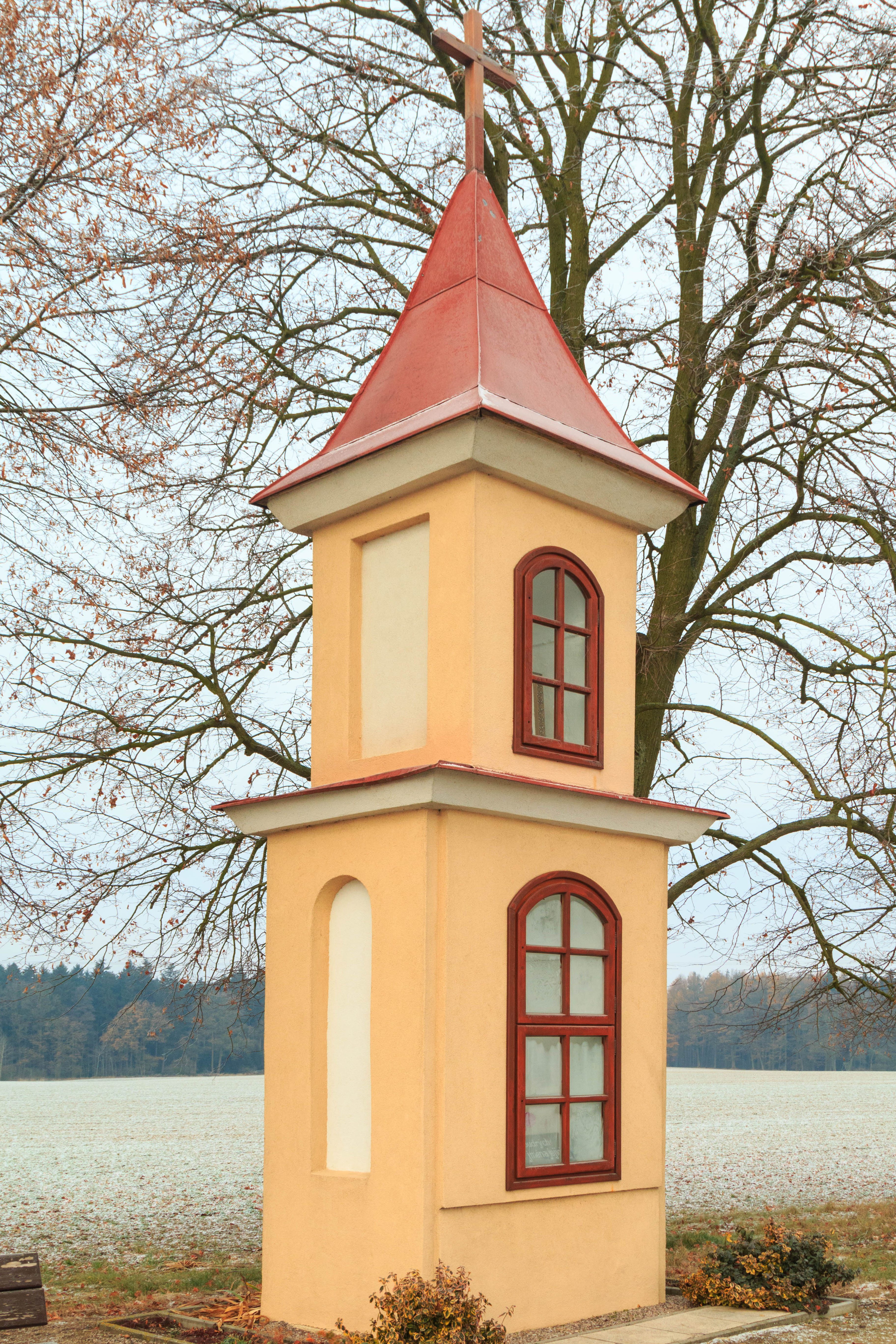
Malá Ledská - kaple
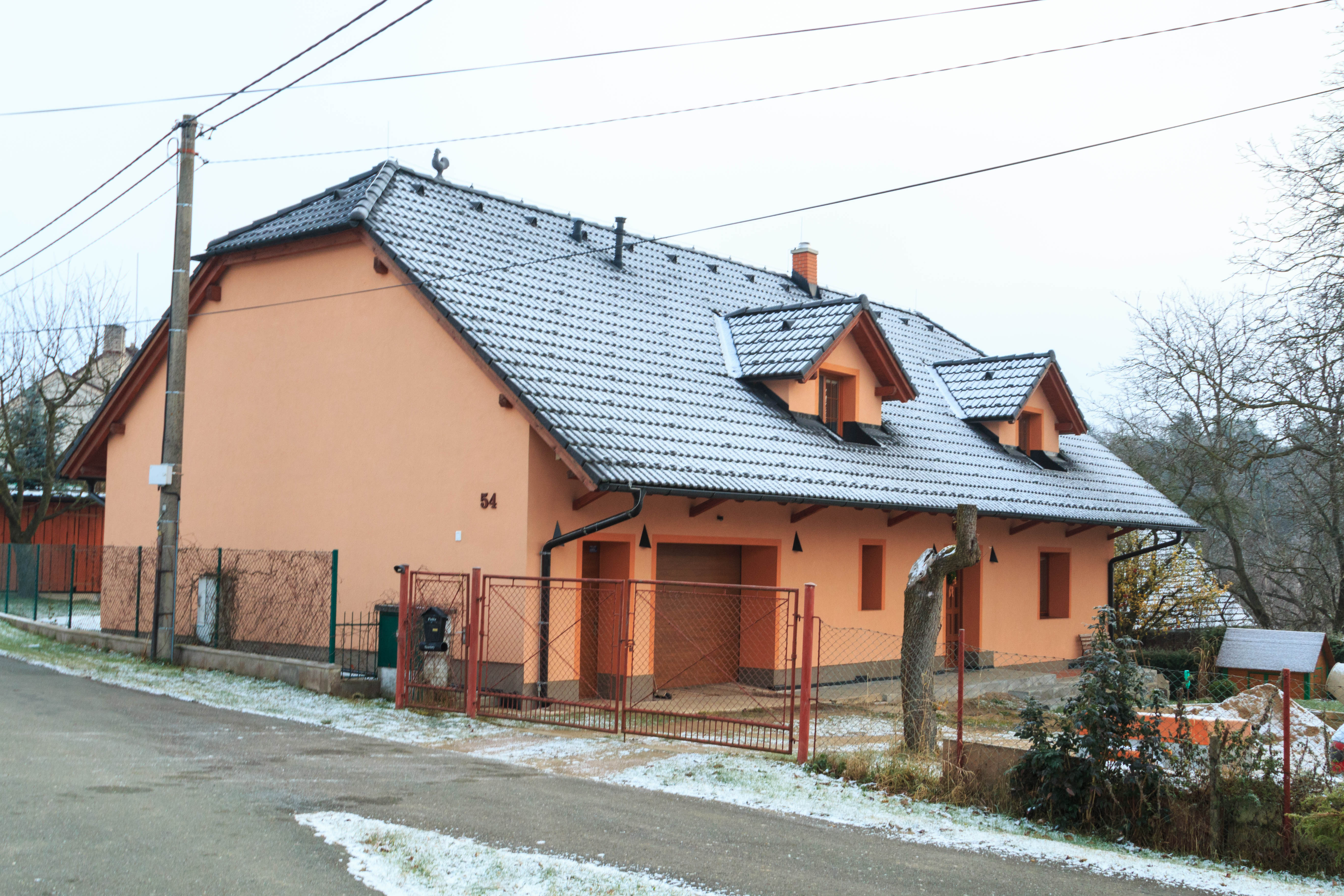
Malá Ledská - čp. 54
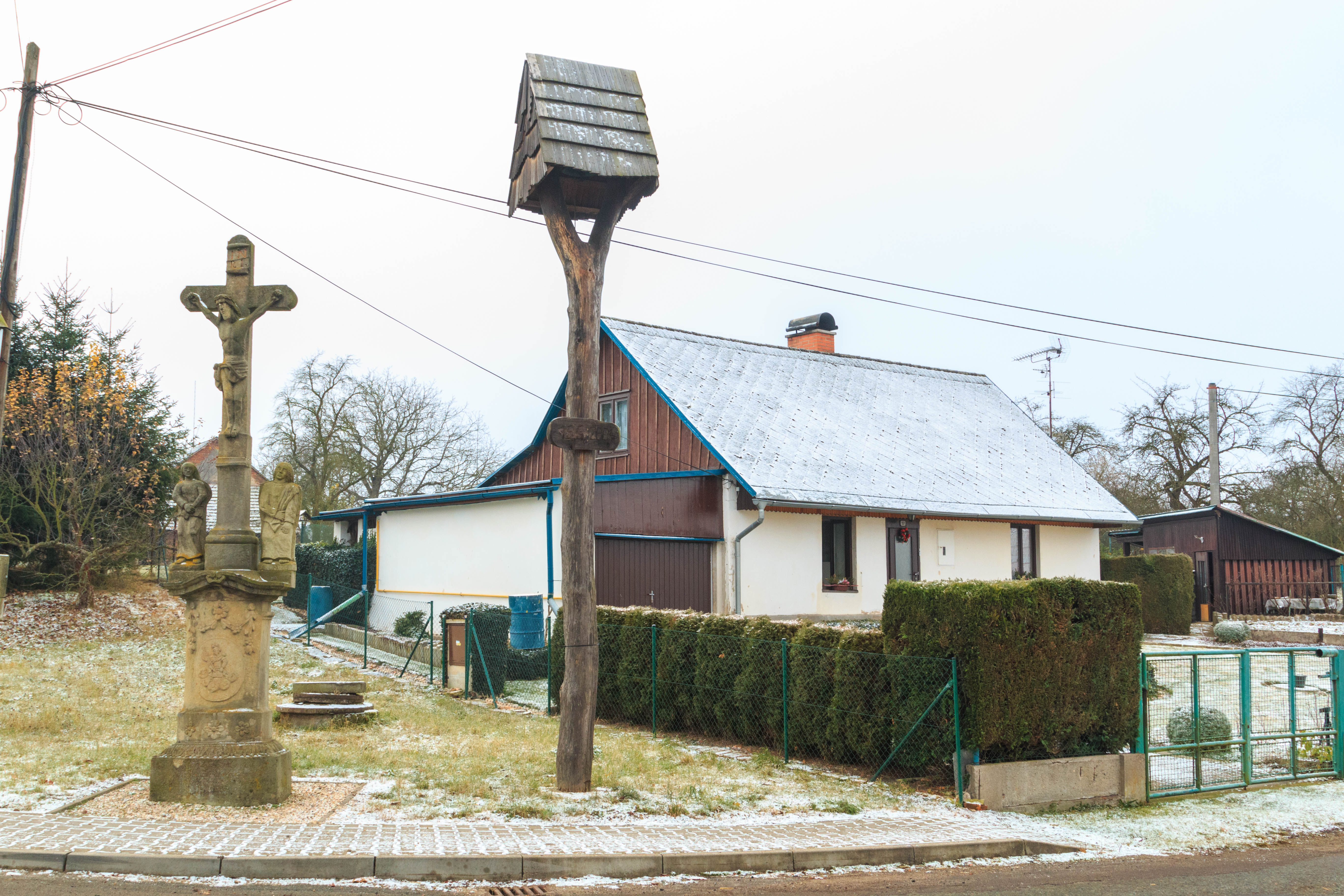
Velká Ledská - zvonička
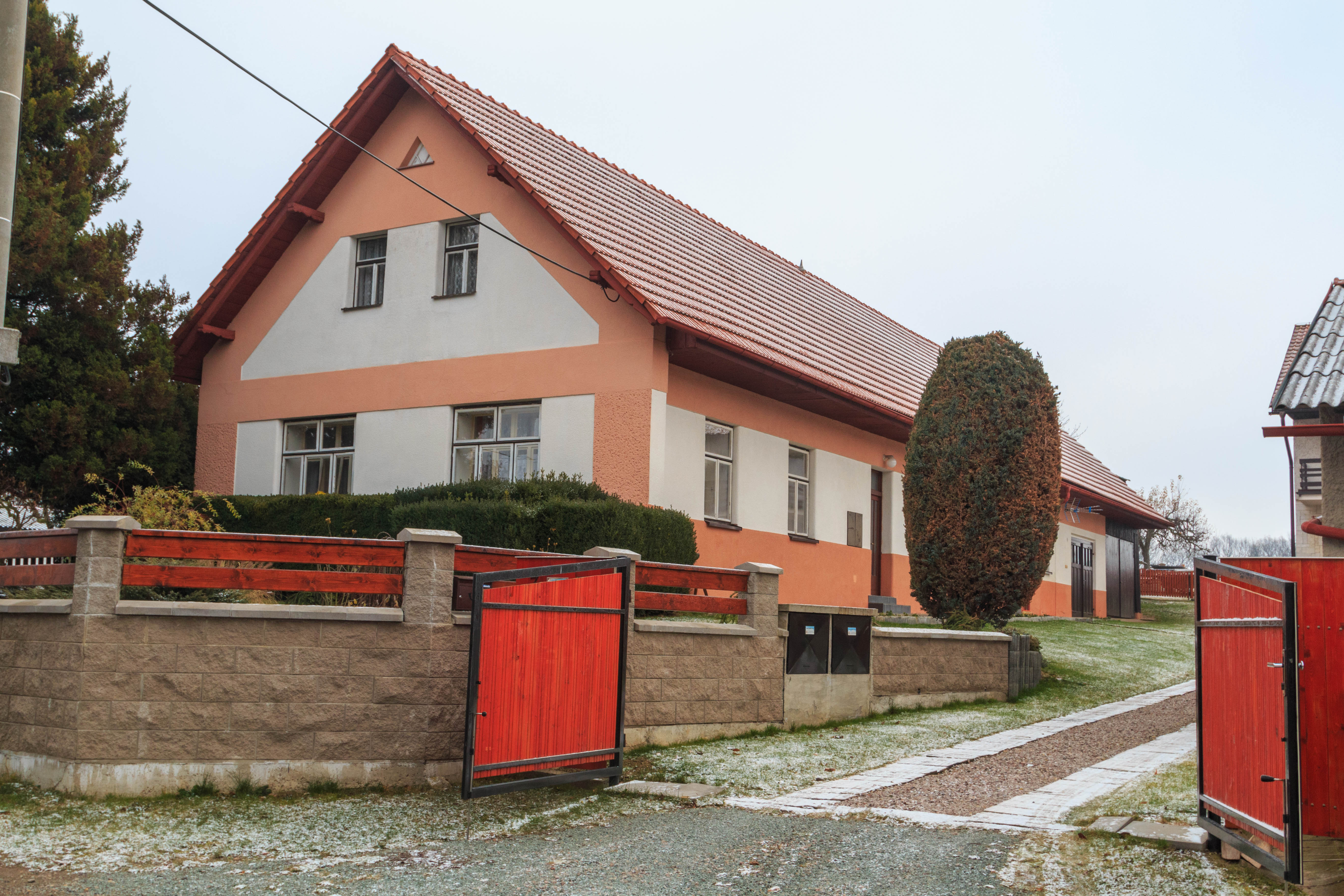
Velká Ledská - čp. 3